# Darwins mardröm
Darwins Mardröm, eller Darwin's Nightmare som den heter på engelska, är en fransk/österrikisk/belgisk dokumentärfilm från 2004 av Hubert Sauper.

## Handling
Darwins Mardröm handlar om hur Victoriasjön i Östafrika, som hade en rik fiskfauna med över 200 arter ciklider, blivit starkt påverkad av nilabborren som planterades in av västerlänningar på 60-talet. Tanzanianerna fiskar dem och säljer dem till ett företag, som i sin tur ordnar fisken till frakt till Europa via flyg. Dokumentären visar också hur Tanzania allmänt drabbas av denna handel, till exempel hur frigolitboxarna som fisken ligger i hamnar i sjön/naturen, och hur fattiga barn sen tar upp och smälter dem för att sedan kunna sniffa det (som en sorts drog;freon).
Fisken i sig fångas i stora kvantiteter, och det blir ironiskt när man får se på nyheterna (i filmen) hur Tanzania har drabbats av en storsvält. 
Man bevittnar hur en man begravs efter att ha blivit attackerad av en krokodil när han fångat fisk. 
Man får även vittna hur folk som bor runt sjön blir indoktrinerade till att tro på katolicismen, som för närvarande förbjuder användning av kondomer. Detta leder till att folk där får aids.[källa behövs]

## Kritik
Dokumentären har fått mycket positiv kritik för både hur den är gjord och vad den dokumenterar. Men också väldigt mycket negativ, för att den ses som partisk.